# جوستين دي فوس
جوستين دي فوس (بالهولندية: Justin de Vos)‏ (12 نوفمبر 1998 - ) هو لاعب كرة قدم هولندي في مركز الدفاع.

## وصلات خارجية
- جوستين دي فوس على موقع قاعدة بيانات كرة القدم.إي يو (الإنجليزية)
- جوستين دي فوس على موقع Soccerway.com (الإنجليزية)
- جوستين دي فوس على موقع عالم كرة القدم.نت (الإنجليزية)